# Ellerbach (Altenau)

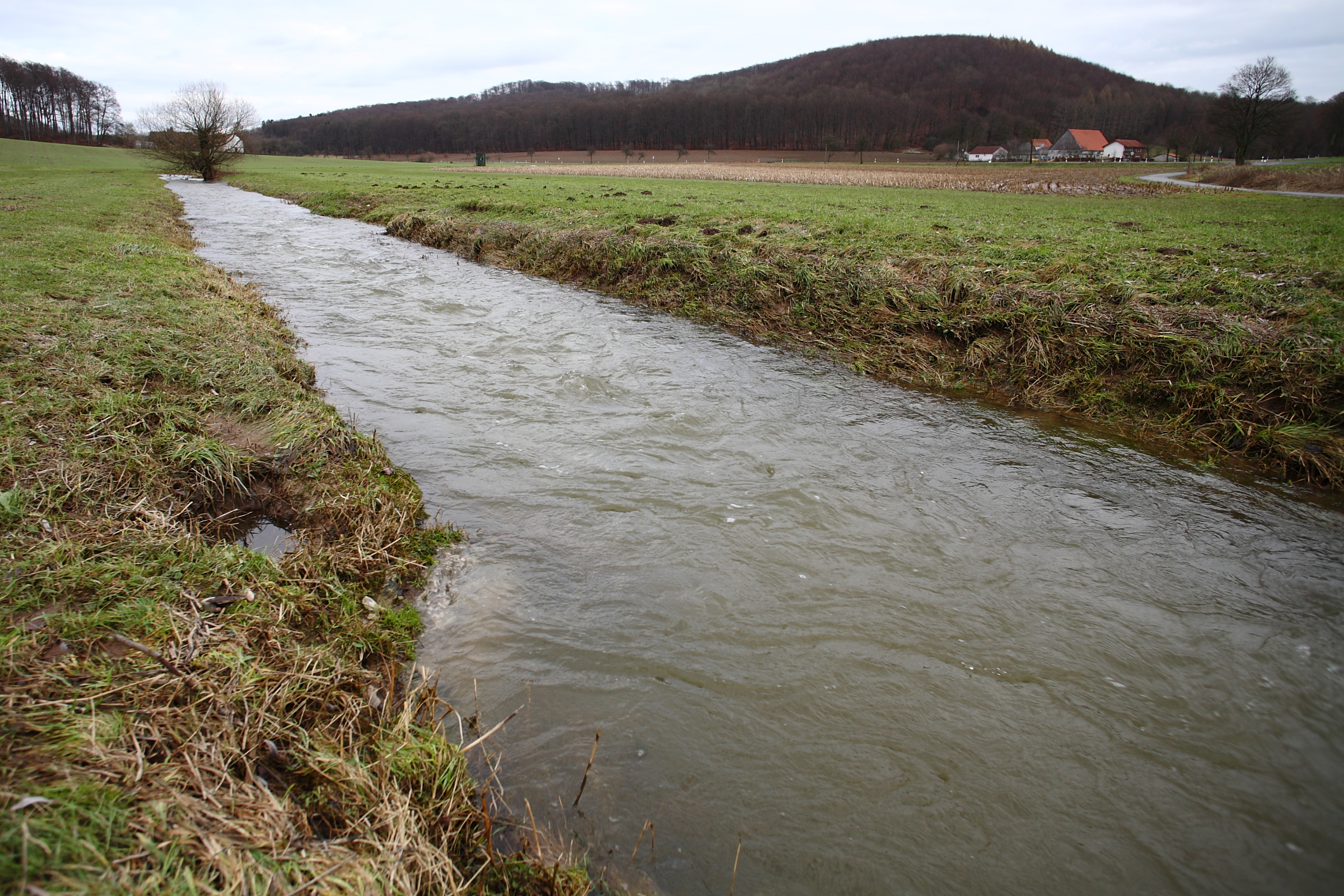
Ellerbach zwischen Dahl und Schwaney mit erhöhtem Wasserstand (im Hintergrund der Urenberg und die Kreisstraße 38)

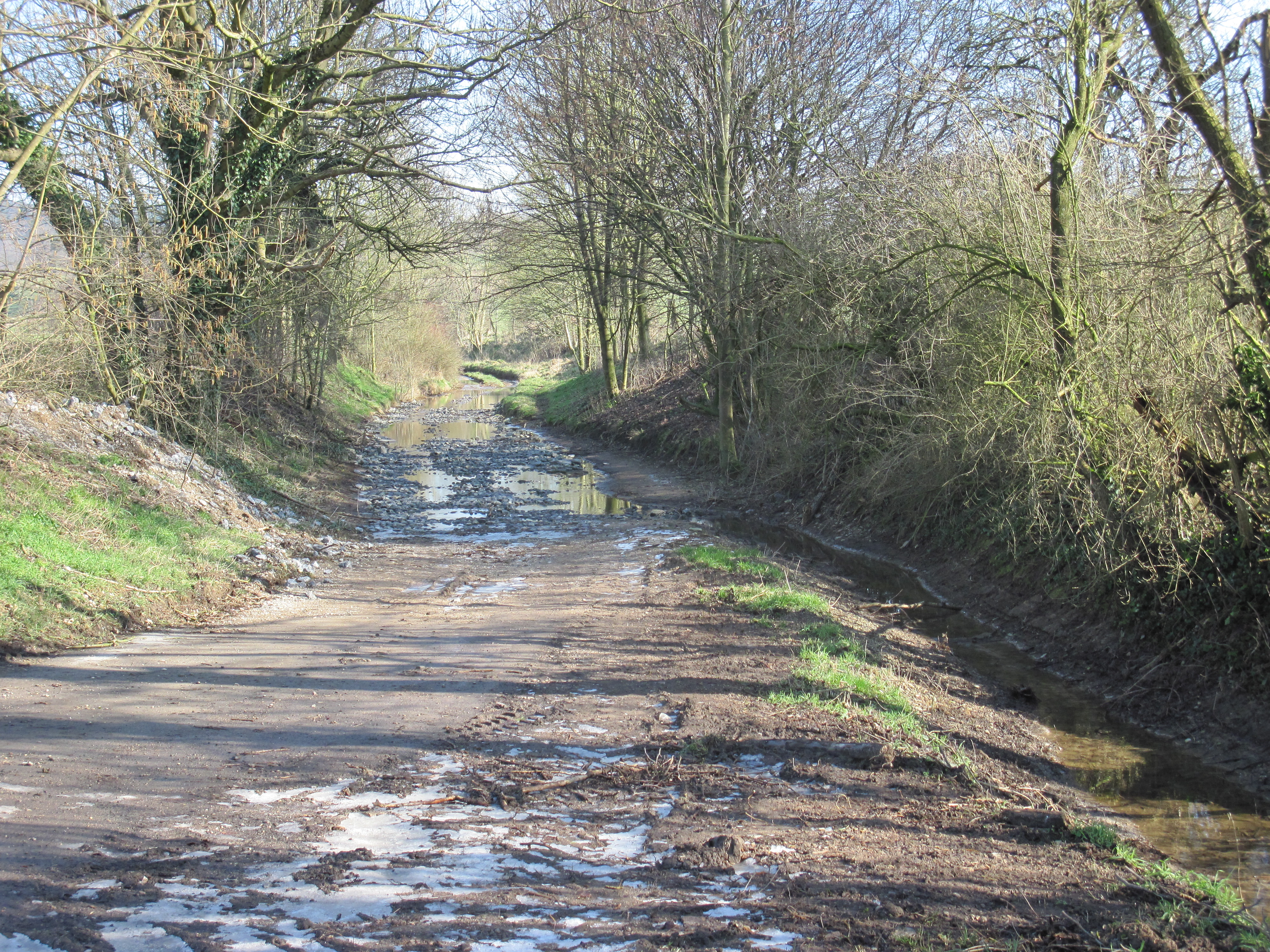
Der trockengefallene Ellerbach östlich Kirchborchen. Der Verlauf fällt hier mit einem landwirtschaftlichen Weg zusammen.

Der Ellerbach (auch die Eller genannt) ist ein 28,1 km langer, rechter bzw. östlicher Zufluss der Altenau im Kreis Paderborn (Nordrhein-Westfalen, Deutschland). 

## Verlauf
Der Ellerbach entspringt im Südteil von Eggegebirge und Naturpark Teutoburger Wald / Eggegebirge. Seine Quelle liegt im Emder Wald etwa 4 km (Luftlinie) südlich von Schwaney, einem Gemeindeteil von Altenbeken.
Anfangs fließt der Bach im Naturpark Teutoburger Wald / Eggegebirge nach Norden, um sich in Schwaney nach Westen und danach entlang der Kreisstraße 38 – den Urenberg (331,6 m ü. NN) passierend – nach Südwesten zu wenden. Sodann erreicht er das am Westrand des Naturparks gelegene Dahl, einen abseits bzw. 7 km (Luftlinie) ostsüdöstlich der Großstadt Paderborn gelegenen Stadtteil. 
Unterhalb von Dahl und damit außerhalb des Naturparks, wo der Ellerbach nicht nur im Sommer teils im Erdreich versickert, durchfließt er das 1999 gegründete und 42 ha große Naturschutzgebiet Ellerbachtal und die Siedlung Haxtergrund. Dort kreuzt er die Bundesstraße 68. Danach passiert er windungsreich den Haxterberg (248,2 m ü. NN) mit dem unweit nordöstlich davon gelegenen Flugplatz Paderborn-Haxterberg und etwas weiter flussabwärts das Schloss Hamborn, das bei 188,6 m ü. NN auf dem Kalksteinrücken des Schoßbergs etwa 20 bis 30 m oberhalb einer Schleife des Ellerbachs steht.
Unterhalb dieses Schlosses wendet sich der Ellerbach nach Westen, um in Kirchborchen auf ungefähr 650 m Länge unterirdisch etwa entlang des Verlaufs der Bachstraße zu fließen und sich danach offen liegend auf kurzer Strecke zwischen den Häusern der Ortschaft hindurch zu zwängen.
Nach Aufnehmen des kleinen Bachs Biske, welcher der Karstquelle Storchenkolk entfließt und von Südosten einmündet, und Kreuzen eines Mühlengrabens mündet der Ellerbach innerhalb Kirchborchens in die recht wasserreiche und von Süden kommende Altenau.

## Hydrologie

### Wasserführung
Im Sommer liegen unterhalb von Dahl teils weite Abschnitte des Ellerbachs trocken, weil dieser im karstigen Untergrund – hier Kalkstein – versickert, so dass er bis zu seiner Mündung in die Altenau zumindest oberirdisch kein Wasser führt. 
Der Ellerbach führt nach starken bzw. langanhaltenden Niederschlägen und während der Schneeschmelze immer wieder mal äußerst starke Hochwasser; besonders verheerende gab es in den letzten Maitagen von 1931 sowie bei der Heinrichsflut im Juli 1965, als sich die Wassermassen durch Dahl wälzten und nicht nur dort, sondern auch in Kirchborchen große Schäden anrichteten. Auch am Neujahrstag 2003 gab es ein starkes Hochwasser, nach dem die hiesige Kreisstraße mehrere Tage gesperrt werden musste. 
Zum Hochwasserschutz für Kirchborchen und die weiter flussabwärts liegenden Ortschaften wurde am Ellerbach unterhalb von Schloss Hamborn das Hochwasserrückhaltebecken Borchen (1978 bis 1980 erbaut; 1,94 Mio. m³ Stauraum) eingerichtet, dessen Damm (Krone 167,5 m ü. NN, Länge ca. 200 m, max. Dammhöhe 16,5 m) unweit nordöstlich des Dahlberghofs (Gutshof) steht.

### Wasserscheide
Das Quellgebiet des Ellerbachs befindet sich auf der Rhein-Weser-Wasserscheide: Dies bedeutet, dass sich der Ellerbach, der in westliche Richtungen fließt, über die Altenau, Alme und Lippe in den Rhein entwässert, während die Nethe, die östlich des Egge-Hauptkamms entspringt, in nordöstlicher Richtung in die Weser fließt.

## Zuflüsse und Einzugsgebiet
Zu den Zuflüssen des Ellerbachs, dessen Einzugsgebiet 91,104 km² umfasst, gehören mit orographischer Zuordnung (l = linksseitig, r = rechtsseitig), Gewässerlänge, u. a. Mündungsort mit Ellerbachkilometer und – wenn bekannt – Einzugsgebietsgröße (bachabwärts betrachtet)/:
- Rotenbach (r; 3,2 km), in Schwaney (nahe km 24)
- Finkenpuhl (l; 0,9 km), unterhalb Haxtergrund (nahe km 7,95)
- Biske (l; 1,1 km), der Karstquelle Storchenkolk (oder: Vodes Kolk) entfließend, in Kirchborchen mündend (bei km 0,1)

## Ortschaften
Zu den Ortschaften am Ellerbach gehören: 
- Schwaney – Ortsteil von Altenbeken
- Dahl – Stadtteil von Paderborn
- Haxtergrund – Siedlung südöstlich von Paderborn
- Schloss Hamborn – Ortslage des Borchener Ortsteils Kirchborchen mit Schloss Hamborn
- Kirchborchen – Ortsteil von Borchen